# Ивенсен, Владислав Александрович
Владислав Александрович Ивенсен (1908—1995) — российский учёный в области твердых сплавов, доктор технических наук, автор теории Ивенсена и уравнения Ивенсена.
Сын врача Покровской земской психиатрической больницы. Сводный брат Б. Г. Тартаковского, которому А. К. Ивенсен приходился отчимом.
В 1931 году окончил Единый Московский химико-технологический институт (ЕМХТИ) по специальности «Редкие элементы». Работал на Московском комбинате твердых сплавов (МКТС).
В начале июля 1941 года вместе с Жильцовым Сергеем Родионовичем выехал на Урал для поиска площадей и зданий для эвакуации основного производства комбината. В результате выбор пал на город Кировград. Там назначен главным инженером строящегося завода.
В конце 1941 г. за полунемецкое происхождение отстранён от должности и направлен в ссылку в Ивдель, где работал учителем в школе.
В 1943 г. вернулся в Москву. Работал во ВНИИ твёрдых сплавов. В 1946 г. защитил кандидатскую диссертацию:
- Исследование процесса уплотнения однофазных металлокерамических тел при спекании : диссертация … кандидата технических наук : 05.00.00. — Москва, 1946. — 168 с. : ил.

После этого назначен заведующим отделом.
Создал научное направление, увязав технологические режимы с дефектностью кристаллического строения, определил проблему наследственности в порошковой металлургии.
Доказал, что снижение скорости нагрева перед изотермической выдержкой или предварительная выдержка при более низких температурах дезактивируют спекание, то есть уменьшают усадку (а иногда и рост контактного сечения).
Вместе с Ольгой Николаевной Эйдук установил, что плотные низкокобальтовые сплавы можно получить только при совместном длительном мокром размоле карбида и кобальта.
Автор теории Ивенсена и уравнения Ивенсена.
В 1979 г. защитил докторскую диссертацию на тему «Кинетика уплотнения металлических порошков при спекании».
Сочинения:
- Феноменология спекания и некоторые вопросы теории [Текст] / В. А. Ивенсен. — Москва : Металлургия, 1985. — 246 с. : ил. ; 21 см.
- Кинетика уплотнения металлических порошков при спекании [Текст]. — Москва : Металлургия, 1971. — 269 с. : ил.; 21 см.
- Кинетика уплотнения металлических порошков / В. А. Ивенсен. — М. : Наука, 1987. — 272 с.
- Влияние внутренних термических напряжений на предел текучести спеченного твердого сплава В. А. Ивенсен , В. А. Чистякова , О. Н. Эйдук . Порошковая металлургия , 1978 , No 4 © , с . 79—84 .
- Зависимость показателей пластичности вольфрамокобальтовых твердых сплавов от температуры получения порошков вольфрама и карбида вольфрама / В. А. Ивенсен , О. Н. Эйдук , С. И. Артемьева , Н. М. Лукашова // Твердые сплавы.- 1970.- No 10.
- Изготовление многолезвийного цельнотвердосплавного инструмента и изделий сложной формы из пластифицированных заготовок [Текст] : монография / В. А. Ивенсен ; ВНИИ твердых сплавов. - М. : [б. и.], 1963. - 92 с.